# Četvrta generacija računala
Četvrta generacija računala obuhvaća računala koja su se pojavila od 1979. do danas. Četvrta generacija računala koriste mikroprocesor kao osnovnu tvornu jedinicu za izradu računala.

## Pomaci i razvoj
- objektno orijentirano programiranje
- relacione baze podataka
- laserski pisači

## Programski jezici
- C
- C++
- Smalltalk
- Java

## Računala
- Apple II
- IBM PC
- Macintosh
- Commodore 64

## Operacijski sustavi
- CP/M
- MS/DOS
- Windows
- OS X
- UNIX